# Кущомох лисохвостий
{{#ifeq:0|0|{{#if:Thamnobryum alopecurum|{{#if:|[[]}}|[[]]}}}}
Кущомох лисохвостий (Thamnobryum alopecurum) — вид мохів порядку гіпнобрієвих (Hypnales).

## Поширення
Ареал охоплює такі частини світу: Європа, Азія.
Вид потребує тінистих, вологих і вапняних підґрунть і зустрічається в основному в листяних лісах і на берегах річок від низин до 1000 метрів.

## Характеристика

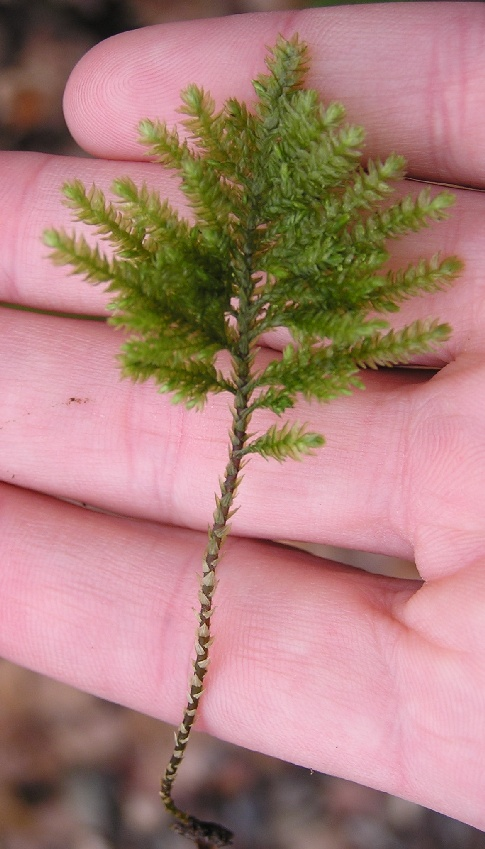

Він має темно-оливково-зелені стебла завдовжки 5–15 см, які вільно стоять один біля одного і особливо характерно деревоподібно розгалужуються. Його листя має яйцеподібну форму і короткозагострене. Край листка знизу зубчастий, а у верхній частині зубчастий. Листова жилка не доходить до середини листа. Його ніжка коробочки 1–1.5 см завдовжки, злегка вигнута й відходить від коротких бічних пагонів. Коричнева яйцювата коробочка нахилена до горизонталі, має конічну кришечку з коротким дзьобом. Дозрівання спор відбувається взимку.